# Joseph de Banyuls
Joseph II de Banyuls de Montferré, comte de Montferré (1764-1833) fut un militaire français royaliste de la Révolution, de l'Empire et de la Restauration. Il fut maréchal des camps et armées du roi, et termina sa carrière en tant que général commandant la 1re subdivision à Périgueux (1826).

## Biographie

### Carrière militaire

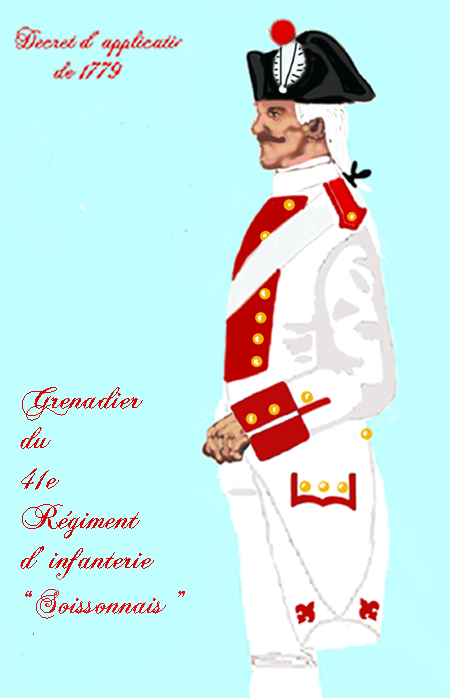
Uniforme du régiment de Soissonnais

D’Hozier de Sérigny, juge d’armes de France, lui délivre un certificat de preuves de quatre quartiers de noblesse à l’occasion de son admission à l’École Militaire le 16 décembre 1773.
Il est présenté de minorité en 1776, dans l'ordre de Saint-Jean de Jérusalem mais ne présente pas ses vœux[réf. nécessaire] parce qu'il entre en qualité de cadet-gentilhomme à l' École Militaire de Paris le 14 mars 1779 et en sort un an plus tard sous-lieutenant de grenadiers au régiment de Soissonnais.
Le 20 novembre 1783, le roi Louis XVI lui décerne un brevet de sous-lieutenant au régiment de Soissonnais. Il est ensuite nommé le 1er mars 1791 adjudant-major dans ce même régiment rebaptisé 40e régiment d’infanterie de ligne.

#### Révolution française

Armée des Princes

Joseph de Banyuls de Montferré émigre dès le mois de janvier 1792 et rejoint l'armée des Princes au mois de mars. Il sert dans l’armée de Condé puis figure à partir de 1794 dans le Régiment de Montmorency jusqu'au 30 octobre 1795, date du licenciement de ce corps.

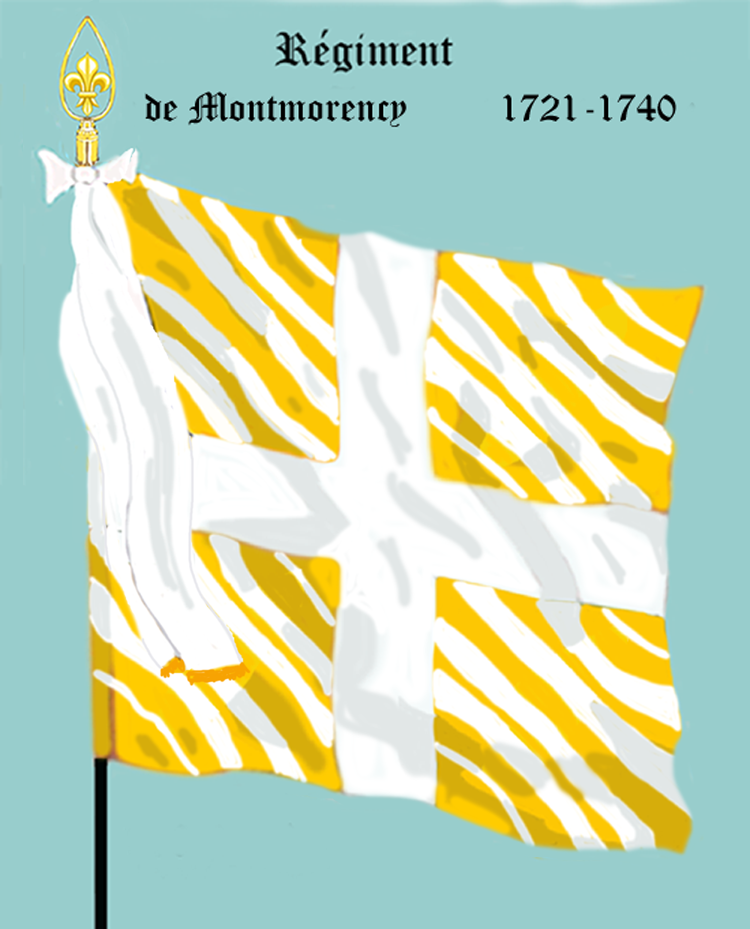
Régiment de Montmorency

Il fait ensuite un séjour en Angleterre d'où il embarque dès 1797 à bord de l'escadre de l'amiral Nelson pour l'Égypte. Le 5 août 1799, il met son épée au service du roi de Naples Ferdinand Ier des Deux-Siciles, qui vient de renverser l’éphémère République parthénopéenne. Il est nommé par ce prince lieutenant-colonel du Régiment d'Albania en 1800.

#### Premier Empire
Tandis qu'il assure le commandement de l'état-major de l'aile gauche de l'armée napolitaine, alors sous les ordres du comte Roger de Damas d'Antigny, il tombe prisonnier aux mains des Français à la bataille de Campo Tenese le 9 mars 1806.
Le 8 novembre 1808, Joseph de Banyuls est mis à la tête du 2e bataillon de Chasseurs de l'Ariège. Il est ensuite muté au Régiment de La Tour d'Auvergne, qui devient par la suite le 1er régiment-Étranger. Incorporé dans l'armée d'Aragon sous les ordres du maréchal Suchet, il fait de 1809 à 1811 les campagnes d'Aragon et de Catalogne. Il prend part notamment au siège de Saragosse, au siège de Lérida, au siège de Tortose, au siège de Tarragone, et au siège de Valence. Il passe dans la division napolitaine en 1812 et obtient le 28 juin 1813 le grade de major. Il combat dans les rangs de l'armée d'Italie jusqu'à la chute de l'Empire.

#### Restauration
Il adhère aux Chevaliers de la Foi. Louis XVIII le décore du Lys le 15 septembre 1814, lui octroie le grade de major au 1er régiment étranger le 10 mars 1815 et lui décerne la croix de Chevalier de Saint-Louis le 22 mars 1815.
Chef des « volontaires royaux », promu colonel par le duc d'Angoulême le 3 avril 1815, il passe successivement de la Légion de l'Aude le 29 août à celle des Pyrénées Orientales le 11 octobre dont il prend le commandement le 16 novembre de la même année. Le 18 mai 1820, il est fait chevalier de la Légion d'honneur. La Légion des Pyrénées Orientales est renommée 15e régiment d’infanterie légère le 17 novembre 1820.
Il prend ensuite le commandement du 3e régiment d’infanterie de la Garde Royale le 21 mai 1821.
Il prend part avec l'Armée des Pyrénées à l'Expédition d'Espagne et se distingue lors de la Bataille du Trocadéro méritant ainsi, d'être élevé au grade d'officier de la Légion d'honneur le 8 septembre 1823, puis d'être promu au grade de maréchal de camp (général de brigade) le 2 octobre 1823. Ferdinand VII lui octroie la décoration de l’ordre de Charles III d'Espagne le 26 mars 1824.
Il lui est confié le 26 juin 1825 le commandement de la subdivision Charente-Dordogne-Corrèze, 1re subdivision de la 20e division militaire, et le 1er octobre 1829, celui de la 2e Subdivision de la 11e Division à Bordeaux où le gouvernement de juillet le met en disponibilité le 5 août 1830. Il reste à Bordeaux où il meurt en 1833.

## Rubans

Chevalier de l'Ordre Royal et Militaire de Saint-Louis
Chevalier de la Légion d'honneur
Officier de la Légion d'honneur
Chevalier de l'Ordre de Charles III d'Espagne

## Famille

### Origines
Huitième fils de Joseph de Banyuls, marquis de Montferré  et de Jacquette de Bellissen, il a quinze frères et sœurs. Il est le quatrième fils à atteindre l’âge adulte.
C'est entre autres le petit frère et filleul de Raymond de Banyuls, 5e marquis de Montferré, (1747-1821) député de la noblesse aux États généraux de 1789 puis militaire royaliste émigré, le petit-frère de Jean Baptiste de Banyuls de Montferré (1755-1827), prêtre qui fut chanoine d'Elne et vicaire général de Saint-Omer, le petit-frère de Jacques de Banyuls de Montferré (1760-1850), chevalier de l'ordre de Saint-Jean de Jérusalem (1773) puis commandeur de Termens et de Collioure, le grand-frère de Pierre de Banyuls de Montferré (1768-v.1798), compagnon d'armes de Napoléon Bonaparte à l' École Militaire de Paris, chevalier de l'ordre de Saint-Jean de Jérusalem, mort de ses blessures à la suite d'un combat des galères de la Religion contre les pirates[réf. nécessaire].

### Postérité
Il épouse à Barjac (Gard), le 15 septembre 1791 Marie-Anne-Françoise-Victoire de La Croix de Castries, née à Barjac le 1er octobre 1765, fille d’Henri-Félix de La Croix de Castries de Vagnas Mandreville, seigneur de Vagnas et de Monchamp, et de Marguerite-Mélanie de Monteils.
- En juin 1793 naît son premier fils Gaston, dit baron puis comte de Montferré. Il épouse Marthe de Chavigny en 1825. Il décède du choléra à Oran en 1850 alors qu'il est inspecteur de la colonisation.
- Le 18 août 1795 naît son second fils Ernest, dit vicomte de Montferré. Lors de son mariage à Versailles avec Charlotte de Montecler en 1826, la famille royale au complet assiste à la cérémonie et signe - le Roi Charles X compris - les registres. Il meurt en duel en 1827 à l'âge de 31 ans.
- Un troisième fils Anatole n'atteint pas l'âge adulte.

Gaston mourant sans postérité, Joseph est par son fils Ernest, l'ancêtre de tous les membres de la famille de Banyuls de Montferré vivants aujourd'hui (branche Roche et branche Place).

### Blason
| Figure                                  | Blasonnement |
| Armes de Joseph de Banyuls de Montferré | Armes de Joseph de Banyuls de Montferré Fascé d'argent et de sable; timbre: couronne de marquis; supports: Deux chimères affrontées à la tête de bouc, aux ailes de dragons déployées, au corps de sirène; cimier: Chauve-souris aux ailes étendues et posée de front; terrasse: Lévrier passant. |

### Sources
- Histoire de la Révolution française dans le département des Pyrénées-Orientales: d'après les documents inédits des archives départementales, communales et particulières (1789-1800), volume 1, 1888, et volume 3, 1889, par Pierre Vidal.
- Cahiers du Centre d'Études d'Histoire de la Défense, Histoire socioculturelle des armées III, Les Problèmes de personnel dans l'armée française, La légion départementale des Pyrénées Orientales (1815-1820), Un microcosme militaire à l'heure de la remise en état de la défense du territoire national', par Quentin Chazaud, cahier no 30, sous la direction de Claude d'Abzac-Epezy, 2007.
- Mémoires du comte Roger de Damas: : Vienne de 1806 à 1814, suivis de lettres inédites de Marie-Carolina, reine de Naples, au comte Roger de Damas (1801-1814)', volume 2, par Léonce Pingaud, 1914.
- Mémoires sur les campagnes d'Espagne, Volume 9 de Collection du bicentenaire de l'épopée impériale, par le Sous-lieutenant Angelbault, Louis-Antoine Gougeat et Charles-Philippe de Preissac, 1997
- Mémoires du maréchal de Grouchy, Volume 3, par George, marquis de Grouchy, 1873
- Histoire de l'armée de Condé, Volume 1, par Théodore César Muret
- L'armée de Condé: mémorial de la trahison pour éclairer l'annuaire de l'armée sous la 3e république, par Urbain Gohier, 1898
- Victoires, conquêtes, désastres, revers et guerres civiles, volume 24, Septième Coalition, Campagne des Cent Jours, par Charles-Théodore Beauvais, Jacques Philippe Voïart et Ambroise Tardieu
- Histoire de la campagne d'Espagne en 1823: dédiée au roi, par Abel Hugo
- Histoire des campagnes de 1814 et de 1815 ou histoire politique et militaire des deux invasions de la France, de l'entreprise de Buonaparte au mois de mars, de la chute totale de sa puissance, et de la double restauration du Trône, jusqu'à la seconde paix de Paris, inclusivement, tome premier, volume 3, seconde partie, par M. Alphonse de Beauchamp
- Mémoires du général marquis Alphonse d'Hautpoul, pair de France, 1789-1865, par Alphonse Hautpoul et Étienne Hennet de Goutel, 1906
- Récit des opérations de l'armée française en Espagne, sous les ordres de s.a.r. Mgr duc d'Angoulême, par Jean Baptiste Honoré Raymond Capefigue, 1823
- Souvenirs de l'armée d'Espagne, recueil des actions d'éclat, paroles mémorables, et particularités intéressantes de la dernière campagne de son altesse royale Mgr le Duc d'Angoulême, par Lebeau, 1824
- Les campagnes de la Restauration (Espagne, Morée, Madagascar, Alger), d'après les archives historiques des dépôts de la guerre et de la marine, les mémoires et les souvenirs contemporains, par René Bittard des Portes, 1899, & Slatkine-Megariotis Reprints, 1975
- Souvenirs militaires et initimes du général Vte de Pelleport de 1793 à 1853, publiés par son fils sur manuscrits originaux, lettres, notes et documents officiels laissés par l'auteur, tome second, 1857
- Survivre à la défaite : défendre la France après Waterloo (1815-1820). L'exemple de la frontière des Pyrénées-Orientales par Quentin Chazaud, 2005